# 科威特投資局
科威特投資局（英語：Kuwait Investment Authority）成立於1953年，是世界上最古老的主權財富基金，由科威特政府擁有。截至2021年7月，科威特投資局已經成為全球第三大主權財富基金，旗下管理約7300億美元資產。

## 歷史
1938年，科威特境內第一次發現大量石油，這使科威特成為了世界主要產油國之一。在發現石油後，科威特埃米爾謝赫·阿卜杜拉·薩利姆·薩巴赫為管理該國剩餘的石油收入並減少科威特對單一資源的依賴，於1953年成立了科威特投資局的前身--科威特投資委員會。

## 基金
科威特管理局目前管理着兩隻主要基金：一般儲備基金（英語：General Reserve Fund）和未來世代基金（英語：The Future Generations Fund）。
一般儲備基金主要負責管理該國的石油收入和從基金投資中獲得的任何收入，主要投資於國內公司以及其他中東和北非國家的公司，資產和收入可以由國家政府自由使用。
未來世代基金成立於1976年，主要管理著每年10%的國家收入和一般儲備基金10%的淨收入，並通過戰略資產配置在科威特境外進行投資。截至2021年3月31日，其資產價值約為6700億美元。

## 主要投資

### 科威特
科威特多元化投資基金，擁有約3.5億科威特第納爾

### 瑞士
瑞士Victoria Hotel Chain,Gingerbread Collection，持股比例23.81%

### 巴林
阿拉伯保險公司，持股比例12.35%

### 約旦
約旦磷礦公司，持股比例9.3%

### 德國
GEA Group Industries，持股比例7.9%

梅斯特斯-平治集團，持股比例7.6%

### 美國
花旗集團，持股比例6%

Merrill Lynch，持股比例4.8%

### 英國
BP，持股比例1.75%